# Johan Grundtvig
Johan Didrik Nicolai Blicher Grundtvig, född den 14 april 1822, död den 25 mars 1907, var en dansk historiker. Han var son till N.F.S. Grundtvig, bror till Svend och Frederik Lange Grundtvig, samt far till Elisabeth och Vilhelm Grundtvig. 
Grundtvig blev 1848 teologie kandidat, deltog som frivillig i kriget 1848-50 och blev premiärlöjtnant.   
Därefter studerade han Danmarks historia under 1500-talet, blev 1861 fullmäktig i kungliga arkivet och 1874 byråchef, men avgick 1884 vid dess inrangering under riksarkivet. 
Han utgav Bidrag til grevefejdens historie (i "Dansk magazin", 1871) och Meddelelser fra rentekammerarkivet (1-5, 1872-79).

## Utmärkelser
- Riddare av Dannebrogorden,  1850[2]

[Redigera Wikidata]